# Перлман, Стив
Стив Перлман (англ. Stephen G Perlman) — американский предприниматель и инвестор, специалист в области информационных технологий, разработчик аппаратного и программного обеспечения, основатель и генеральный директор множества компаний.
Владеет более 80 патентами в области мультимедиа и коммуникационных технологий, ещё более 100 патентов находятся в стадии регистрации.

## Биография
Окончил Колумбийский университет.
В 1985 году стал сотрудником Apple, где стал ведущим разработчиком большинства ранних мультимедиа-технологий Macintosh, включая «Road Pizza» — технологию, поддерживающую QuickTime 1. В 1990 году перешёл на работу в General Magic.
В 1994 году стал сооснователем и главным техническим директором компании Catapult Entertainment, которая разрабатывала проприетарные XBAND-модемы для игровых консолей Sega Genesis и Super Nintendo Entertainment System. Благодаря этому данные консоли имели возможность запуска игр в многопользовательском режиме и доступа в Интернет.
В 1995 году стал сооснователем, президентом и генеральным директором компании WebTV Networks — разработчика WebTV. WebTV был представлен в 1996 году и стал одним из исторически первых решений для подключения телевизора к Интернету. Менее чем через два года после основания фирма была приобретена корпорацией Microsoft за $503 млн, WebTV был переименован в MSN TV.
В 1999 году покинул WebTV Networks и основал компанию Rearden Steel (переименованную впоследствии в Rearden) — бизнес-инкубатор для новых компаний в областях медиатехнологий и индустрии развлечений. В 2000 году Rearden основала компанию Moxi, которая освоила производство цифровых видеомагнитофонов, DVD-проигрывателей, музыкальных автоматов и ресивер цифрового телевидения. Moxi слилась с компанией Digeo Пола Аллена.
В 2002 году в режиме полной секретности начались работы на системой OnLive, которая была впервые публично представлена в марте 2009 года. В 2004 году Rearden основала компанию MOVA, которая в 2007 году отделилась от Rearden и стала филиалом компании OnLive. Перлман является президентом MOVA. Технология захвата движений лица, разработанная компанией MOVA, использовалась в нескольких фильмах, включая фильм «Загадочная история Бенджамина Баттона», в котором завоевала в 2008 году «Оскара» в номинации за визуальные эффекты за фотореализм компьютерного изображения лица персонажа Брэда Питта, «стареющего наоборот».
24 марта 2009 года на международной конференции Game Developers Conference был официально анонсирован сервис OnLive, который работает на основе облачных вычислений, Перлман стал генеральным директором одноимённой компании.